# Carl Salomonsen
Carl Harry Otto Salomonsen (27. maj 1876 i København – 21. december 1942 i Springforbi) var en dansk fabrikant, far til Lillian von Kauffmann.

## Karriere
Han var søn af grosserer Harry Otto Salomonsen (1836-1918) og Aurelia Camilla født Fridericia (1845-1931). I 1889 kom han som femtenårig i lære hos Olivarius & Christensen. 1894 blev han agent i kaffe, sukker og kolonialvarer hos sin morbroder Julius Fridericia. Ved denne død overtog Salomonsen forretningen, men likviderede den, da Første Verdenskrig brød ud.
Krigstidskonjunkturerne nødte Carl Salomonsen til at afprøve mange forretningsstrategier; også kontroversielle af slagsen. Han drev bankier- og vekselererforretning og engagerede sig periodisk energisk i periodens spekulative forretninger og led derfor svære tab, da konjunkturfaldet meldte sig efter krigens afslutning. Han tabte penge på kartoffeleksport og fik problemer med skattevæsenet angående krigstidshandlerne. Salomonsen havde skabt sig en bankgæld, men ved en række manipulationer kom han på ret køl.

### Rich's
Samtidig var Salomonsen i 1915 med i en aktionærgruppe, som sikrede sig aktiemajoriteten i De Danske Cichoriefabrikker (grundlagt 1872), og blev bestyrelsesformand for dette selskab. Det var en fusion, der havde opslugt adskillige kaffetilsætningsfirmaer; bl.a. i 1896 det gamle selskab C.F. Rich & Sønner.
Pr. februar 1923 ejede Carl Salomonsen for ½ mio. kr. aktier - ca. 25 procent af de samlede aktier - i De Danske Cichoriefabrikker, der var et velkonsolideret firma. Ved at lade forlydender sive om dårlige resultater for virksomheden og ved drastiske nedsættelser af udbyttet fik han kursen til at gå ned samtidig med, at han opkøbte aktier i virksomheden og således opnåede kontrol over den. Ved disse dispositioner sikrede han sig millionindtægter, da regnskabsresultaterne, der forelå i efteråret 1923, viste sig rekordstore. Det blev ikke første gang, at Salomonsen opnåede indflydelse i dansk erhvervsliv ved anvendelse af kontroversielle metoder.
Salomonsen var en dygtig organisator, og i løbet af 1930'erne fik han strømlinet samtlige led i fremstillingen af kaffesurrogat. Et af de selskaber, som han oprettede, var De forenede Cikorietørrerier, der leverede cikorierødderne. Derigennem købte han herregården Basnæs, hvor dyrkning og tørring af cikorierødder fandt sted, mens den samtidig fungerede som sommerbolig for Salomonsen selv. Produktionen fandt sted på fabrikken i Valby, og distributionen foregik gennem C.F. Rich & Sønner.
Det var Carl Salomonsen, der i 1930'erne fandt på Rich's-samlemærkerne og fik landets bedste kulturgeografer til at skrive tekster til mærkerne. Derved kombinerede han effektivt reklame og folkeoplysning. De første albums hed Paa Rejse med Richs, Vort flittige Folk og Fritidens Glæder.

### Selvmord
Den 21. december 1942 begik Carl Salomonsen selvmord i sin bolig. Ifølge naboen Bøje Benzon havde han tidligere forsøgt at drukne sig, men Benzon reddede ham i land.
Ib Gejl skriver i Dansk Biografisk Leksikon: "1942 anmodede rigsadvokaten krisepolitiet om at indlede undersøgelser over hvorvidt A/S C. F. Rich & Sønner havde overtrådt prisloven. Det forlød at selskabet fra 1940 til 1942 havde haft en ulovlig fortjeneste på over tre mio. kroner efter at have meddelt falske oplysninger til prisdirektoratet. Umiddelbart efter oplysningernes fremkomst begik S. [Salomonsen, red.] selvmord i sin villa."
Erik Kjersgaard skriver uden forbehold, at Salomonsen begik skattesvig, og at selvmordet skete som konsekvens af politiets afsløringer.
Han er begravet på Mosaisk Vestre Begravelsesplads.

## Privat
Salomonsen giftede sig 28. august 1917 i Københavns Synagoge med Paula Frederikke Weimann (10. august 1894 i København - 1981), datter af grosserer Elias Louis Weimann (1857-1920) og Ernestine Henriette Grün (1863-1946). Ægteskabet blev siden opløst.
I 1916 erhvervede Carl Salomonsen landstedet Havslunde (tegnet ca. 1855 af N.S. Nebelong) i Springforbi fra Jacob Martin Bings enke. Ejendommen blev i 1942 overtaget af staten og bygningerne nedrevet i 1965 som led i Springforbiplanen. Området kaldes i dag Jægersborg Strandhave. Som nævnt ovenfor rådede han også over herregården Basnæs som sommerbolig.